# Castellar de n’Hug
Castellar de n’Hug település Spanyolországban, Barcelona tartományban. Lakosainak száma 164 fő (2024).

## Földrajza
Castellar de n’Hug Toses, Alp, Bagà, Guardiola de Berguedà, La Pobla de Lillet és Gombrèn községekkel határos.

## Népesség
A település lakosságának változását az alábbi diagram mutatja:
| Lakosok száma | 176  | 611  | 503  | 422  | 176  | 191  | 198  | 159  | 159  | 164  |
|               | 1717 | 1887 | 1936 | 1960 | 1986 | 2004 | 2009 | 2014 | 2019 | 2024 |